# Bithna
Bithna (àrab: قرية البثنة, Qaryat al-Biṯna) és una ciutat de Fujairah als Emirats Àrabs Units, a pocs quilòmetres de la capital, a la plana situada al sud-oest, a la riba sud del Wadi Ham, abans d'arribar a les muntanyes Hadjar. Situat entre la ciutat de Fujairah i Masafi, el poble és el lloc d'un fort important de pedra i tàpia, el fort de Bithnah, i una tomba megalítica poc coneguda que uneix el poble amb una ruta comercial de 3.000 anys al llarg de Wadi Ham a través de les muntanyes Hajar. des de l'emirat de Fujairah de la costa est a través de Masafi (part de Ras Al Khaimah) i Manama fins a la ciutat deserta de Dhaid i després fins a Xarjah i el golf Pèrsic. Tradicionalment ha estat habitada per membres de la tribu Sharqiyin (Al Sharqi).